# 天慈路
天慈路（英語：Tin Tsz Road）是香港新界西天水圍的一條道路，為天水围東部的主要道路，可以說是一條繞道，連接天水圍東南與北部。目前，本道路和濕地公園路、朗天路和天祥路連接處建有行車天橋，而行車天橋更連接元朗公路和流浮山，使流浮山車輛無需取道元朗市區直通落馬洲、大欖隧道和上水市區。
此路前稱P2路，根據未命名道路編號定義，屬於主要幹路。

## 主要设施
- 嘉湖山庄
- 天慈邨
- 天水圍游泳池
- 佛教茂峰法師紀念中學
- 蝦尾新村

22°27′20″N 114°00′32″E / 22.4556348°N 114.008866°E